# 張靜 (成化進士)
張靜（1431年—1490年），字安之，四川眉州彭山縣人，軍籍，十二月二十二日生，行一，治《詩經》，明朝政治人物。

## 生平
由國子生中式四川鄉試第十六名舉人，年三十六歲中式成化二年（1466年）丙戌科會試第一百七十二名，第三甲第十六名進士。二十二年官河南汝州知州。

## 家族
曾祖張必旺；祖張思明；父張義方；母鄧氏。嚴侍下，妻李氏，弟用之；寅之；翼之；亹之；亶之。